# Иноуэ, Масакити
Масакити Иноуэ (яп. 井上 政吉 Иноуэ Масакити, 18 января 1886 — 7 апреля 1975) — японский военачальник, Императорской армии Японии.

## Биография
Родился в префектуре Киото. В 1905 году окончил Военную академию Императорской армии Японии.
С 1933 по 1935 год Иноуэ командовал Цуским полковым округом. В 1935 году был переведен в 6-й пехотный полк, а в 1936 году был назначен командиром 3-го императорского гвардейского полка.
После начала Японо-китайской войны Иноуэ был переведен в 5-ю дивизию, где до 1938 года руководил Молодежной школой Сендайской армии и 36-й пехотной бригадой. 1939 году был переведен в Квантунскою область где занимал разные штабные должности в штабе Квантунской армии. 6 ноября 1939 года Иноуэ был назначен на должность командира 23-й пехотной дивизии, помогал восстанавливать эту дивизию после Боев на Халхин-Голе в ходе которых дивизия понесла большие потери и занимал этоту должность до 1 марта 1941 года.
В том же 1941 году Иноуэ официально уволился с действительной военной службы. В 1945 году Иноуэ был снова призван на службу и до конца войны служил комендантом пехотной школы Тоямы. Иноуэ умер, в 1975 году его могила находится на кладбище Тама в Футю Токио.